# دبيان (الرياض)
دبيان، هو مركز من فئة (ب) ويقع في محافظة الرياض، التابعة لمنطقة الرياض في السعودية.